# Русанов, Евгений Анатольевич
Евгений Анатольевич Русанов (1928—2002) — советский передовик производства, варщик целлюлозы Поронайского целлюлозно-бумажного комбината Министерства лесной, целлюлозно-бумажной и деревообрабатывающей промышленности СССР. Депутат Верховного Совета РСФСР 7-го и 8-го созывов. Герой Социалистического Труда (1966).

## Биография
Родился 3 октября 1928 года в городе Одесса Украинской ССР. 
С 1942 года, в период Великой Отечественной войны в возрасте четырнадцати лет, Е. А. Русанов, стал сыном полка в действующей армии на фронте, воевал в составе артиллерийской части, в 1944 году был тяжело ранен и в течение трёх лет до 1947 года лечился в военном госпитале. За участие в войне был награждён Орденом Отечественной войны 1-й степени. 
С 1947 по 1949 годы работал слесарем на Бронницких городских предприятиях в Московской области и разнорабочим на Московском химическом заводе имени П. Л. Войкова. С 1949 по 1955 годы работал на различных должностях и по различным специальностям — слесарем на Поронайском целлюлозно-бумажном комбинате Сахалинской области, трактористом и матросом на буксирном катере. 
С 1955 года начал работать — старшим варщиком целлюлозы и бригадиром  сульфитного цеха Поронайского целлюлозно-бумажного комбината Министерства лесной, целлюлозно-бумажной и деревообрабатывающей промышленности СССР. 
17 сентября 1966 года  Указом Президиума Верховного Совета СССР «за выдающиеся успехи, достигнутые в выполнении заданий семилетнего плана по развитию лесной, целлюлозно-бумажной и деревообрабатывающей промышленности»  Евгению Анатольевичу Русанову было присвоено звание Героя Социалистического Труда с вручением Медали «Серп и Молот» и Орденом Ленина.
После 1966 года, Е. А. Русанов окончил заочное отделение Южно-Сахалинского лесотехнического техникума, после окончания которого работал в должности —старшего инспектора специального отдела Поронайского целлюлозно-бумажного комбината Министерства лесной, целлюлозно-бумажной и деревообрабатывающей промышленности СССР. С 1984 года работал в должности инженера производственного отдела объединения «Сахалинлесбумдревпром». 
Помимо основной деятельности Е. А. Русанов занимался и общественно-политической работой: с 1967 по 1975 годы был депутатом Верховного Совета РСФСР 7-го и 8-го созывов,  избирался депутатом Поронайского городского исполнительного комитета Совета депутатов трудящихся и членом Сахалинского областного и Поронайского городского комитета КПСС. 
Скончался 11 мая 2002 года в городе Южно-Сахалинске.

## Награды
- Медаль «Серп и Молот» (17.09.1966)
- Орден Ленина (17.09.1966)
- Орден Отечественной войны I степени (11.03.1985)